# 醉象
醉象（すいぞう）は、将棋の駒の一つ。本将棋にはなく、小将棋・中将棋・大将棋・天竺大将棋・摩訶大大将棋・泰将棋・大局将棋に存在する。酔は新字体。醉象とは「発情して凶暴になった雄の象」もしくは「酒に酔って暴れる象」という意味で、仏教では凶悪な心のたとえに用いられる語であるが、なぜ将棋の駒の名前になったかは不明である。
歴史的には、大将棋に現れたものが最初と考えられるが、1058年（天喜6年）と推定される興福寺境内跡からの出土品の中に「醉像」と書かれた習書木簡が含まれており、平安将棋・平安大将棋に醉象の駒が存在した可能性を指摘する研究者もいる。
16世紀の一乗谷朝倉氏遺跡から発見された174枚の駒のうち1枚だけ酔象があり、裏はおそらく太子であった。増川宏一は、当時は酔象のある小将棋と、無い小将棋の2種類が共存していたが、酔象のある小将棋はすでに衰退しつつあったと解釈している。
江戸時代に書かれた『諸象戯図式』や11代大橋宗桂が建てた石碑の拓本によると、後奈良天皇が日野晴光と伊勢貞孝に命じて小将棋から醉象の駒を除かせ、現在の将棋の形ができたとされる。しかし、これは現在では「面白いゲームの成立には高貴な人物が関わることがふさわしい」という考えから生じた伝説であると考えられている。

## 太子・王子について
醉象が太子に成ると、玉将（王将）と同じ働きを持つ。 たとえ玉将（王将）が取られても太子が存在する場合は太子が取られるまで対局を続行する。王子も同様。

## 駒の動き
| 表示  | 動きの解説                       |
| ----- | -------------------------------- |
| ○     | 当該マスへ移動可                 |
| ｜    | マス数の制限なく縦方向へ移動可   |
| ―     | マス数の制限なく横方向へ移動可   |
| ＼ ／ | マス数の制限なく斜め方向へ移動可 |
| ☆     | 当該マスへ移動可(駒の飛び越え可) |
| 00    | 移動不可                         |

### 小将棋・中将棋・大将棋・天竺大将棋・泰将棋・大局将棋
小将棋・中将棋では象と略す。仲人の成駒。成ると太子。
動きの面で見れば、小将棋・中将棋では、成駒が元の駒の完全上位互換であるが、新たな動きが1マス追加されるだけの唯一の駒であり、大将棋ではそのような性質を持つ2種類の駒のうちの1つである（もう一つは悪狼→金将）。
|  |   |       |   |  |
|  | ○ | ○     | ○ |  |
|  | ○ | 醉 象 | ○ |  |
|  | ○ |       | ○ |  |
|  |   |       |   |  |

|  |   |       |   |  |
|  | ○ | ○     | ○ |  |
|  | ○ | 太 子 | ○ |  |
|  | ○ | ○     | ○ |  |
|  |   |       |   |  |

### 摩訶大大将棋
成ると王子。
|  |   |       |   |  |
|  | ○ | ○     | ○ |  |
|  | ○ | 醉 象 | ○ |  |
|  | ○ |       | ○ |  |
|  |   |       |   |  |

|  |   |       |   |  |
|  | ○ | ○     | ○ |  |
|  | ○ | 王 子 | ○ |  |
|  | ○ | ○     | ○ |  |
|  |   |       |   |  |

## 関連作品
- 赤神諒『酔象の流儀　朝倉盛衰記』（講談社、2018年12月18日）（山崎吉家を主人公とする）
- 泡坂妻夫「酔象秘曲」（没後発見の遺稿、『ミステリーズ!』 vol. 81〈2017年2月〉掲載、『泡坂妻夫引退公演 手妻篇』創元推理文庫、2019年、所収）